# سرداب‌دخمه‌های مالت

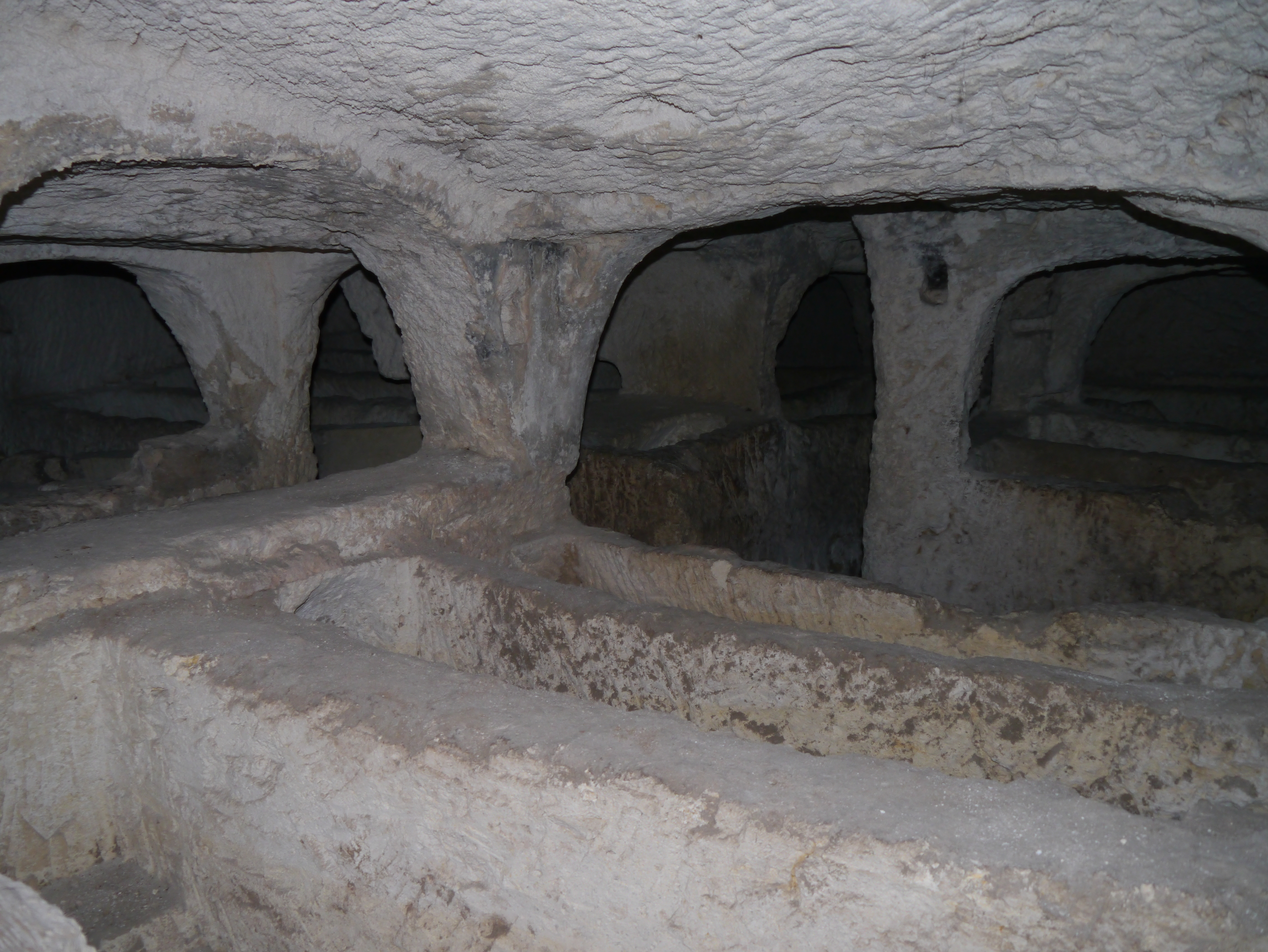
دخمه های سنت پل

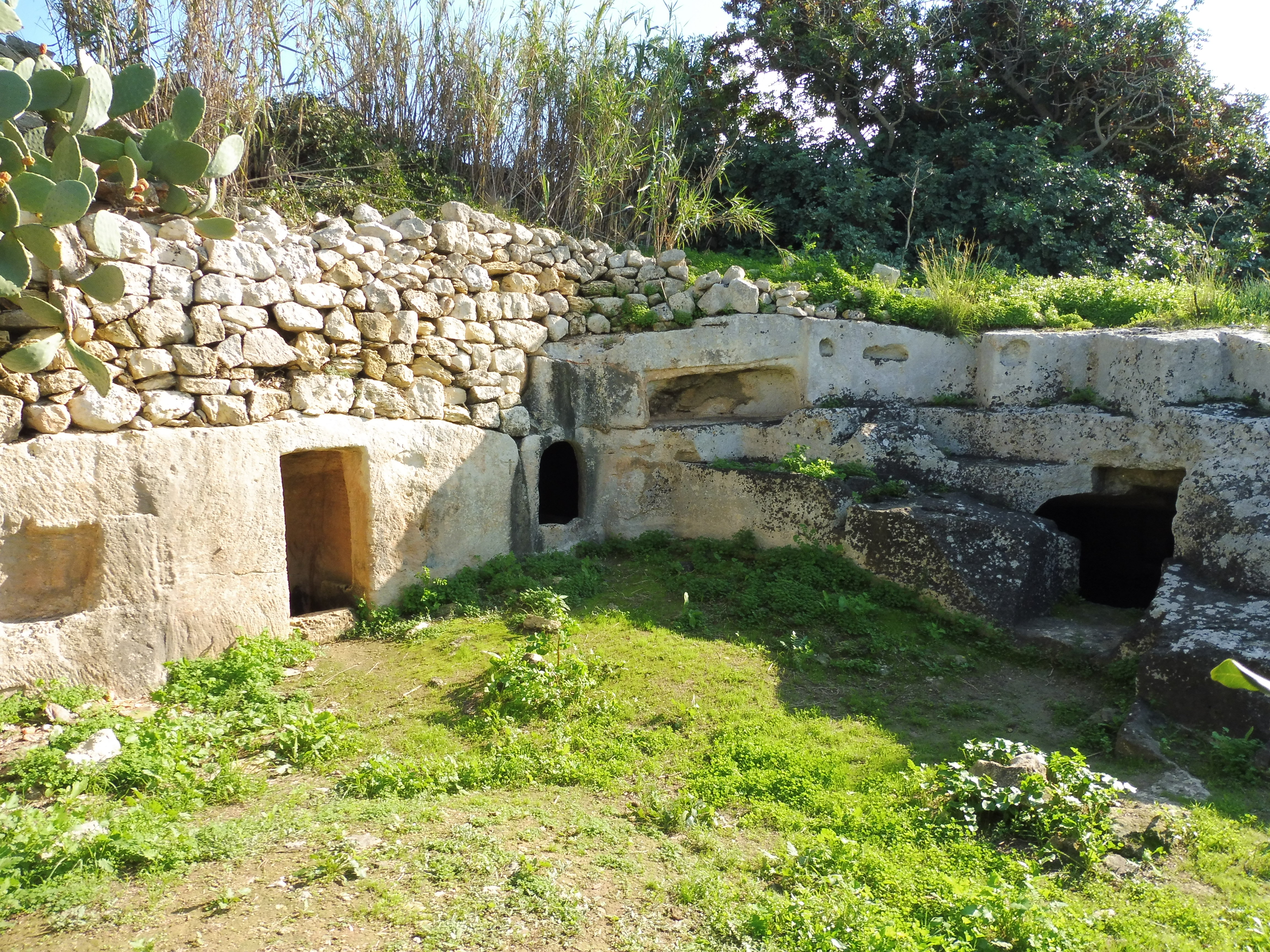
ورودی دخمه های سالینا

صدها  سرداب-دخمه در مالت وجود دارد که عمدتاً در مدینا ، پایتخت پیشین جزیره، یافت می‌شوند.  دخمه ها بسیار کوچک هستند، اما به خوبی حفظ می شوند. 
بسیاری از دخمه ها در فهرست آثار باستانی 1925 گنجانده شدند 
وینسنت زمیت اشاره می کند که سازندگان سرداب‌دخمه‌ها از مقبره های سنگی پیشینیان الهام گرفته‌اند. هر جا محل دفن کشف شد، عموماً تصور می شود که جامعه کوچکی در آن منطقه زندگی می کرده اند. مشخصه این دخمه ها اندازۀ آن‌هاست که نسبت به سایر کشورها بسیار کوچک‌تر است ولیکن از نظر نوع مقبره‌ها مشابه سایر مقبره های موجود در اطراف دریای مدیترانه است که تنها تزئینات خاص خود را دارد. تزئینات سرداب-دخمه‌های مالت نادر هستند، که ممکن است نشان دهد که به استثنای چند خانواده که مقبره شخصی خود را داشتند، جامعه ثروتمند نبود. 
پروفسور جورج کسار مشاهده کرد که دخمه های مالت ارزش آموزشی دارند. "آنها کلید درک توسعه آیین ها و باورهای مذهبی هستند و نشان دهنده تولد و گسترش مسیحیت در میان جامعه کوچک مالتی ساکن جزایر هستند. این محیط مرموز و در عین حال ملموس، به ایجاد یک محیط آموزشی کمک می کرده که مربی می توانست به طور کامل از شرایط آن استفاده کند." 

## مراجع
1. ↑  "Protection of Antiquities Regulations 21st November, 1932 Government Notice 402 of 1932, as Amended by Government Notices 127 of 1935 and 338 of 1939". Malta Environment and Planning Authority. Archived from the original on 19 April 2016.
2. ↑  Zammit, Vincent (2008). "Characteristics and symbolism in Late Roman and Byzantine burial places in Malta: some considerations". Archived from the original on 11 March 2014.
3. ↑  Cassar, George (2008). "The educational value of paleo-Christian sites". Archived from the original on 11 March 2014.